# Alexandre Claude Lefebvre de la Faluère
Pour les articles homonymes, voir Lefebvre.
Alexandre Claude Lefebvre de La Faluère, seigneur de La Jonchère, baptisé le 23 septembre 1674 à Veigné et mort le 16 août 1747 à Bourbonne, a été grand maître des Eaux et Forêts de Paris entre 1703 et 1745.

## Biographie
Alexandre Claude Lefebvre de La Faluère est le fils d'Alexandre Lefebvre, seigneur de La Faluère et de La Jonchère, conseiller du roi, trésorier de France et maire de Tours, et de Marie de Paris. Il épouse Louise Thérèse Aubry (fille de Gilles Léonor Aubry, 
seigneur de Réchaussé, président en la Chambre des comptes de Paris, et de Marie Bigot) puis Marguerite Rouillé (fille de Pierre Rouillé, seigneur de La Gaucherie et de Beauvoir, directeur de la Poste étrangère à Lyon, en Provence et Languedoc, et d'Anne Pajot).
Maître d'hôtel ordinaire du roi, il est grand maître des Eaux et Forêts de Paris entre 1703 et 1745.
Il fut notamment chargé par Louis XV de reboiser le bois de Vincennes. À ce titre, son nom est cité sur l'obélisque élevé en 1731 pour commémorer ce reboisement, et il a donné son nom à la route de la Faluère l'une des voies du bois.